# Rockstar Advanced Game Engine

Logotyp för RAGE Technology Group.

Rockstar Advanced Game Engine (RAGE) är en spelmotor som är utvecklad av RAGE Technology Group hos Rockstar San Diego i syfte att använda i datorspel som produceras av Rockstar Games olika spelstudios.
Spelmotorn härstammar från en annan spelmotor vid namn Angel Game Engine som utvecklades av Angel Studios (idag Rockstar San Diego) för spelet Midtown Madness som släpptes 1999. Det första spelet som släpptes med RAGE var Rockstar Games Presents Table Tennis till Xbox 360 2006 och året efter till Nintendo Wii.

## Spel som använder sig av RAGE
- Rockstar Games Presents Table Tennis (Xbox 360, Wii), 2006-2007
- Grand Theft Auto IV (Xbox 360, PS3, PC), 2008
- Midnight Club: Los Angeles (Xbox 360, PS3), 2008
- Grand Theft Auto: Episodes From Liberty City (Xbox 360, PS3, PC), 2009-2010
- Red Dead Redemption (Xbox 360, PS3), 2010
- Red Dead Redemption: Undead Nightmare (Xbox 360, PS3), 2010
- Max Payne 3 (Xbox 360, PS3, PC, Mac), 2012-2013
- Grand Theft Auto V (Xbox 360, PS3, PS4, PS5, Xbox One, PC), 2013-2015
- Red Dead Redemption 2 (PS4, Xbox One, PC), 2018-2019
- Grand Theft Auto VI (PS5, Xbox Series X/S), 2026[3]